# Mine d'Igarapé Bahia
 (mars 2025).
La mine d'Igarapé Bahia est une mine d'or et de cuivre située au Brésil dans la municipalité de Parauapebas au Pará. Elle a géré par Vale et a ouvert en 1990.